# Casa Ochi-de-Șoim

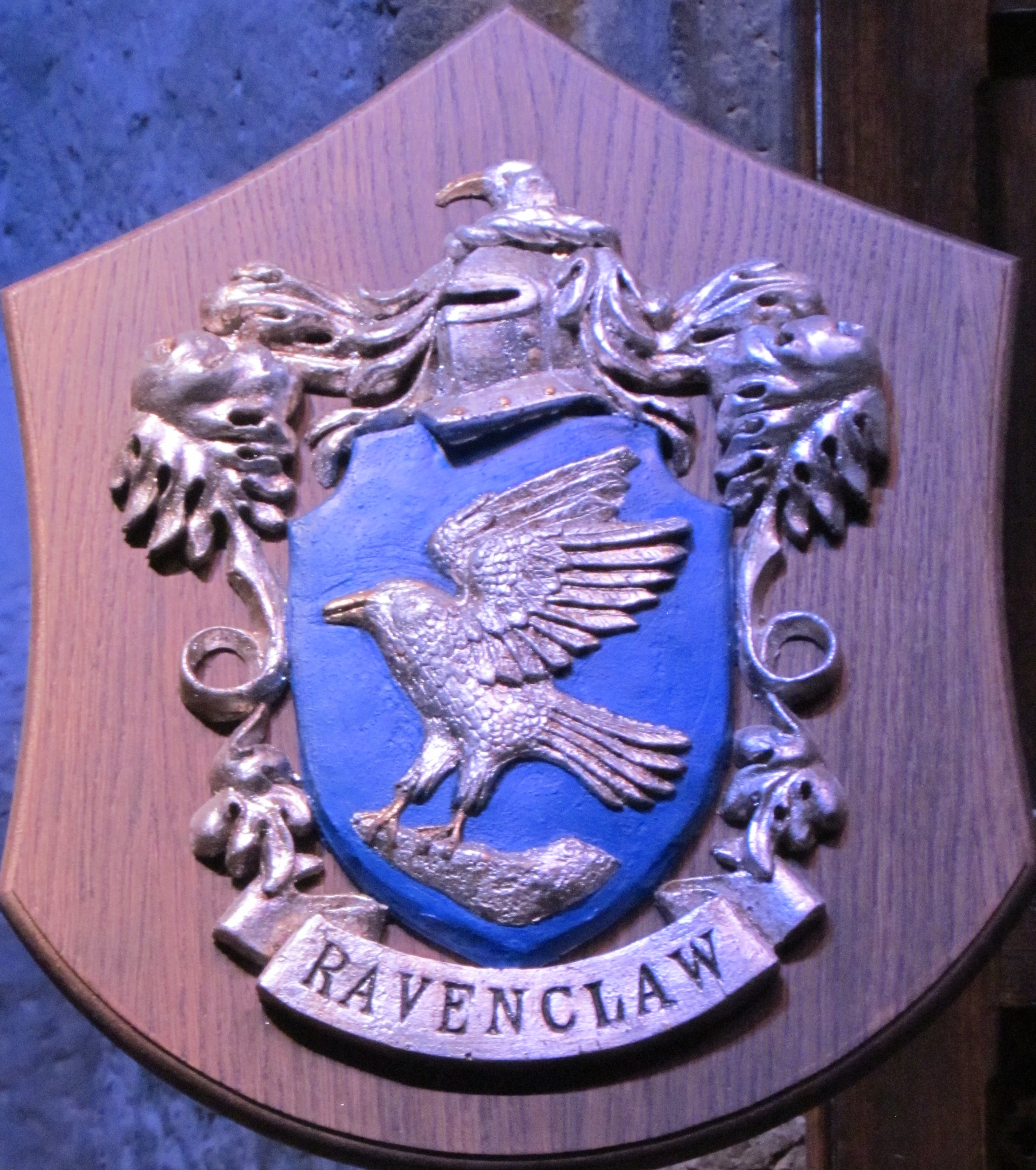

Casa Ravenclaw (în engleză Ravenclaw House) este una din cele patru case ale Școlii de magie, farmece și vrăjitorii Hogwarts, din romanele Harry Potter, create de scriitoarea britanică J. K. Rowling. Casa a fost fondată de către Rowena Ravenclaw (cea care a ales locația școlii) și este condusă de către profesorul Filius Flitwick. Culorile ei specifice sunt albastrul și bronzul (în cărți) și albastrul și argintiul (în filme). Albastrul reprezintă cerul, iar bronzul reprezintă penele de vultur, ambele având strânsă legătură cu cerul/aerul.
Rowena Ravenclaw a avut o diademă care îl făcea pe purtător mai inteligent și mai înțelept. Aceasta este mai târziu furată de fiica sa, Helena (fantoma casei Ravenclaw, numită și Doamna Gri). Nu în ultimul rând luată de Voldemort drept un Horcrux și distrusă de Harry în "Talismanele Morții " cu un colț de Basilisk. Obiectul memorial al fondatorului (Diadema), împreună cu Medalionul lui Slytherin și Pocalul lui Hufflepuff au fost injectate cu Magie Neagra și au găzduit o parte a sufletului lui Voldemort, fiind transformate în Horcruxuri.
Acestea au fost distruse în următoarea ordine:
- Medalionul-cu sabia lui Gryffindor (singurul obiect memorial care nu a fost corupt cu Magie Întunecată)
- Pocalul-cu un colț de Basilisk.
- Diadema-cu un colț de Basilisk.

Calitățile casei Ravenclaw sunt înțelepciunea, inteligența, individualitatea, creativitatea și originalitatea.
"Înțelepciunea peste măsură este cea mai de preț comoară a omului"-Rowena Ravenclaw.
Membrii casei par să fie motivați academic și talentați. Elevii, de asemenea se mândresc cu idei și metode originale de rezolvare a problemelor. Nu este neobișnuit să găsești un Ravenclaw practicând și studiind alte tipuri de magie decât cea învățată la Hogwarts.
Casei Ravenclaw îi corespunde elementul aer.
Animalul specific casei este vulturul (în cărți) și corbul (în filme).
Această casă nu pare să aibă o rivalitate exagerată cu celelalte case (îndeosebi de Gryffindor și Slytherin). Foarte mulți elevi de la Ravenclaw au luptat în Armata lui Dumbledore și s-au aliat cu Harry Potter în Bătălia de la Hogwarts, ridicându-și baghetele împotriva lui Pansy Parkinson și Casei Slytherin.
Relațiile cu celelalte case:
Slytherin-relații bazate pe intelect;
Gryffindor-relații bazate pe onoare;
Hufflepuff-relații rar întreținute cu această casă
În varianta românească numele casei a fost schimbat din Ravenclaw ("Gheară-De-Corb") în "Ochi-De-Șoim", deoarece corbii sunt considerați aducători de moarte și ghinion în folclorul românesc.
Camera Comună a casei Ravenclaw este situată într-un turn la Hogwarts, iar pentru a pătrunde înăuntru este necesară rezolvarea unei ghicitori rostită de un vultur de bronz. Se zvonește că din camera comună se pot observa Lacul Negru, Pădurea Interzisă, pământurile castelului, serele de ierbiologie și munții stâncoși din vecinătate. O priveliște de care celelalte case nu se bucură. Camera are aspect circular, fiind albastră, cu draperii de culoarea bronzului. Covorul are culoarea albastră, fiind decorat cu stele și corpuri cerești, care se reflectă în tavanul sub forma de cupolă. Camera are și propria bibliotecă, păzită de o statuie de marmură albă a Rowenei Racenclaw.
Conform prefectului Robert Hilliard, sunetul vântului care trece pe lângă ferestrele boltite combinat cu sunetul lemnelor ce pocnesc în șemineu, creează o atmosferă relaxantă și liniștitoare.
Membri faimoși ai casei sunt: Luna Lovedood, Cho Chang, Gilderoy Lockhart, Quirinus Quirrell, Garrik Ollivander, Filius Flitwik etc.

## Elevi
- Stewart Ackerley
- Terry Boot
- Mandy Brocklehurst
- Eddie Carmichael
- Cho Chang
- Michael Corner
- Stephen Cornfoot
- Marietta Edgecombe
- Anthony Goldstein
- Luna Lovegood
- Padma Patil
- Orla Quirke
- Lisa Turpin

## Foști elevi
- Quirinus Quirrell, decedat
- Gilderoy Lockhart
- Moaning Myrtle, decedata